# L'Avenir des idées
L'Avenir des idées : le sort des biens communs à l'heure des réseaux numériques est un livre de Lawrence Lessig, traduit en français par Alain Bony et Jean-Baptiste Soufron, et publié en France en 2005. Il analyse le potentiel d'internet en tant qu'outil d'innovation et de partage de la culture, et critique l'évolution du système juridique des États-Unis (notamment en matière de droit d'auteur et de brevet logiciel), évolution qui limite ce potentiel.

## Présentation
En prologue, L. Lessig précise le sens qu'il donne au concept de « ressource libre » (en reprenant notamment la définition de Richard Stallman : « Libre comme dans liberté d'expression, pas comme dans bière gratuite. ») et définit ensuite deux notions centrales utilisés dans son exposé : les commons (biens communs) et les couches. 
Internet est un « bien commun » non soumis à la théorie de la « tragédie des biens communs » (car l'internet est un bien non-rival). Quant aux couches, elles sont « les différents éléments superposés qui rendent possible le fonctionnement d’un système de communication ». On distingue la « couche physique » (les ordinateurs et les câbles qui les relient à Internet), la « couche logique » (les programmes permettant de faire fonctionner le matériel) et la « couche des contenus » (images, textes, films...). 
Selon l'auteur, ceux qui contrôlaient (et qui contrôlent encore) l'économie de l'innovation et de la culture tentent d'imposer leurs règles dans chacune des couches. C'est « l’ancien contre le nouveau » : « Face à une technologie de rupture qui menace leur mode de vie, leur façon de faire des affaires, leur vision du marché, pourquoi ces dirigeants abandonneraient-ils volontairement leur situation acquise pour s’engager sur un marché différent, aux perspectives incertaines ? [...] Plutôt que de céder à cette nouvelle technologie, ne vont-ils pas prendre des mesures pour protéger l’ancien contre le nouveau ? » Ces mesures sont notamment : la dénaturation de la neutralité du réseau, l'allongement de la durée légale du droit d'auteur, la multiplication des actions en justice contre les infractions au droit d'auteur (même en cas d'usage non-commercial ou dans le cadre du fair use), ou encore l'extension du champ d'application des brevets (en particulier du brevet logiciel). 
L. Lessig explique : « La physique du cyberespace est différente, et les contraintes qui y règnent sont d’une autre nature. Par conséquent, bien qu’il puisse y avoir de bonnes raisons pour transposer les structures qui définissent l’espace réel dans le cyberespace, il ne faut pas partir du principe qu’elles lui seront automatiquement adaptées. » Il propose donc en conclusion de son analyse une série de changements dans la législation des États-Unis, série « ni complète ni parfaite, mais [qui] amorcera le débat sur la question d’un retour du Net aux conditions qui ont permis à l’innovation de s’épanouir. » : élargissement de la liberté d'accès du spectre radiophonique, intervention de l'État pour bâtir les infrastructures filaires et pour garantir la neutralité du réseau, rééquilibrage du droit d'auteur (afin d'enrichir le domaine public tout en maintenant un niveau suffisant d'incitation pour les innovateurs)…

## Analyse et commentaire
- Depuis janvier 2008, la version originale de L'avenir des idées est disponible sous licence Creative Commons Paternité - Pas d'utilisation commerciale (CC-By-NC)[9]. Quant à la version française, elle est librement consultable sur le site de l'éditeur depuis sa publication en 2005.
- Revenant sur les modalités financières de la traduction française du livre et sur le choix d'un copyright classique (c'est-à-dire sans licence ouverte) pour la première édition du livre en 2001, Jean Kempf (directeur des Presses universitaires de Lyon, éditeur français de Lawrence Lessig) explique : « Les questions posées [...] sont légitimes, vu l’auteur et l’ouvrage, et pertinentes mais la réalité économique et financière des faits est tout autre. Lawrence Lessig est représenté par un agent qui vend ses droits en Europe. Pour avoir la possibilité de traduire L’Avenir des idées, nous avons dû payer 2 000 €, et consentir à un pourcentage de 8 % sur le prix de vente hors taxe en droit d’auteur. »[10]

## Citations
- « Ce dont parle essentiellement ce livre, c’est de l’internet et de ses effets sur l’innovation, qu’elle soit commerciale ou non. »[11]
- « Nous sortons d’une période pendant laquelle l’architecture favorisait l’innovation pour revenir vers une architecture sous surveillance, sans en avoir conscience, sans résistance, sans presque poser de questions. Ceux qui sont menacés par ces technologies de la liberté ont appris à les mettre hors circuit. Maintenant, ils jettent la manette du coupe-circuit. Et nous restons là sans rien faire. »[12]